# Diodon liturosus

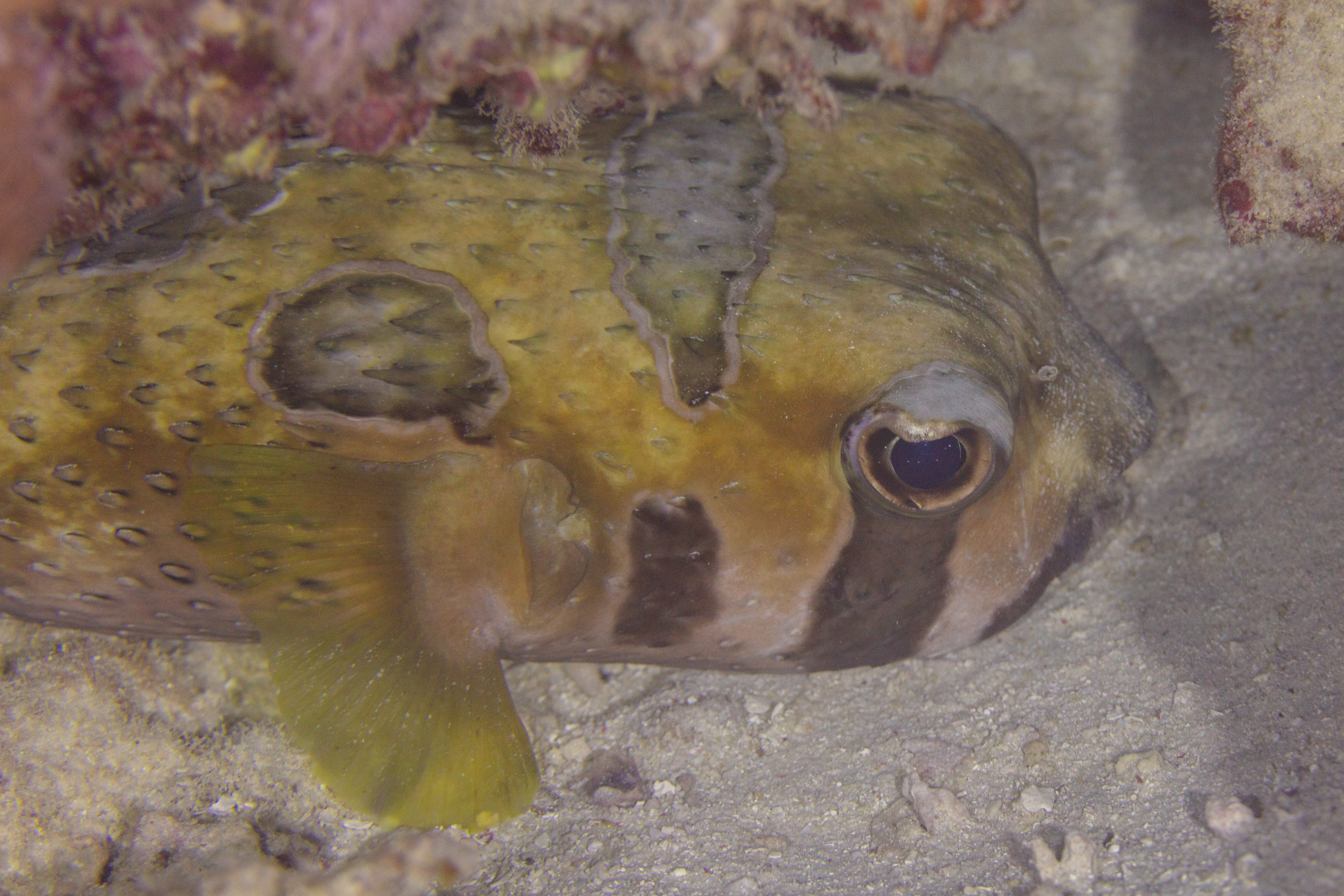
Primer plano.

El pez erizo de manchas negras (Diodon liturosus) es una especie de peces de la familia Diodontidae en el orden de los Tetraodontiformes.

## Morfología
Los machos pueden llegar alcanzar los 65 cm de longitud total.

## Alimentación
Come crustáceos y moluscos.

## Hábitat
Es un pez de mar de clima tropical y asociado a los  arrecifes de coral que vive entre 1-90 m de profundidad.

## Distribución geográfica
Se encuentra desde el África Oriental (incluyendo la costa sur-oriental de Sudáfrica) hasta las Islas de la Sociedad, el sur del Japón y Nueva Gales del Sur. No está presente en las Islas Hawái.